# Калуга-Соловьёвка
Калу́га-Соловьёвка — село в Красноармейском районе Челябинской области России. Входит в состав Канашевского сельского поселения.

## География
Село находится на северо-востоке Челябинской области, в лесостепной зоне, вблизи административной границы с Курганской областью, на расстоянии 29 км (по прямой) к юго-востоку от села Миасского, административного центра района. Абсолютная высота 179 м над уровнем моря.

## Население
| 2002 | 2010 |
| ---- | ---- |
| 448  | ↘440 |

Гендерный состав
По данным Всероссийской переписи населения 2010 года в гендерной структуре населения мужчины составляли 50,7 %, женщины — 49,3 %.
Национальный состав
Согласно результатам переписи 2002 года, в национальной структуре населения русские составляли 81 %.

## Улицы
| - Берёзовая, - Зелёная, - Лесная, | - Молодёжная, - Российская, - Соловьёвская, | - Труда, - Центральная, - Энергетиков. |